# Ghetto Kids
Les Ghetto Kids (ou Triplet Ghetto Kids) est un groupe de danse fondé en 2014 par Daouda Kavuma et composé d'enfants originaires du bidonville de Katwe à Kampala (Ouganda).

## Histoire

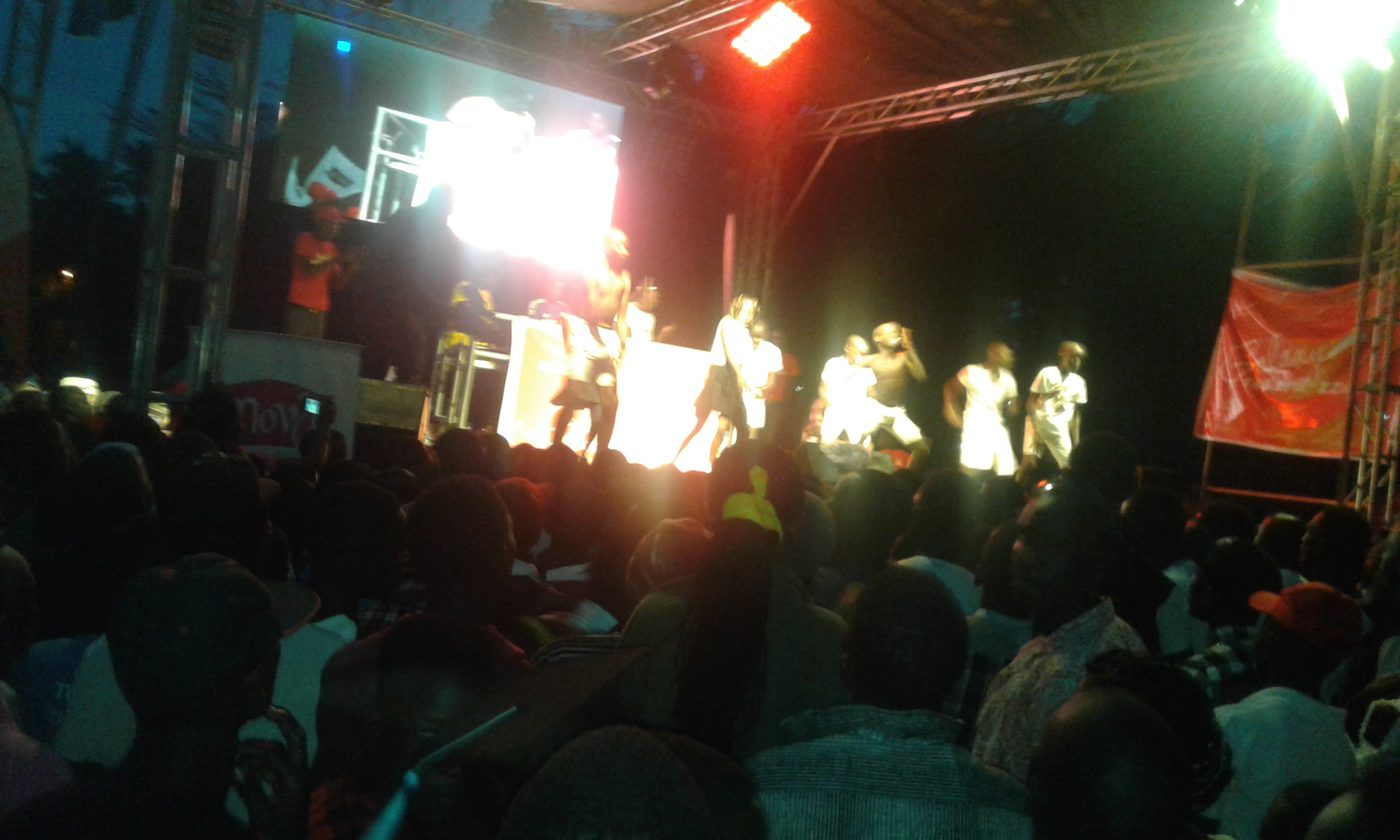
Concert des Ghetto Kids en 2017

En 2014, Alex, Fred, Bachir, Patricia et Isaac, se filment en dansant sur la musique Sytia Loss d'Eddy Kenzo. La vidéo accumule plus de huit millions de vues en quelques semaines sur Youtube et les réseaux sociaux. Le chanteur Eddy Kenzo déclarera « Je n'ai pas eu connaissance de l'existence de ce clip jusqu'à ce qu’un ami m’en parle. [...] Il m’a fallu environ deux semaines pour les retrouver à Katwe ». Le chanteur les invite alors à participer au clip officiel de la chanson qui sortira en septembre de la même année. Cette collaboration marque le début des Ghetto Kids et permet aux enfants de retourner à l'école et à Daouda Kavuma d'acheter du matériel pour développer le groupe. Il compose et produit plusieurs musique pour le groupe qui partira en tournée à travers l'Afrique et au Royaume-Uni dans les mois qui suivront.
Le 30 novembre 2015, Alex alors âgé de 14 ans décède des suites d'un accident de vélo. Malgré ce décès, le groupe perdure et continue ses tournées dans toute l'Afrique. Le groupe provoque l'admiration d'artistes américain comme P. Diddy et Nicky Minaj et en 2017, une participation au clip de Unforgettable de French Montana amorce leur succès aux Etats Unis,.

## Collaborations
- En 2014, les Ghettos Kids dansent pour le clip de Sytia Loss d'Eddy Kenzo[6].
- En 2015, ils dansent à nouveau pour Eddy Kenzo dans Jambole[7].
- En 2017, les Ghettos Kids dansent pour le clip du titre Unforgettable du rappeur américano-marocain French Montana[5].